# Andre Eckardt
Andre Eckardt (* 21. September 1884 (als Otto Ludwig Eckardt) in München; † 3. Januar 1974 in Tutzing) war der Begründer der deutschen Koreanistik und Verfasser etlicher Standardwerke zur Sprache, Kultur und Geschichte Koreas. Er war ein Pater des Benediktinerordens. Sein Ordensname lautete Andreas, den Eckardt später als Andre (bayer. Kurzform) für seinen bürgerlichen Namen übernahm.
Während seines fast 20-jährigen Aufenthaltes in Korea (1909–Ende 1928) widmete sich Eckardt intensiven Sprachstudien in Koreanisch und befasste sich eingehend mit vielen Bereichen der koreanischen Kultur, vor allem der koreanischen Kunst. Nach der Rückkehr aus Korea war Eckardt als Vizedirektor und Ressortleiter für Ostasien am neu gegründeten Internationalen Forschungsinstitut für Erziehungswissenschaften in Braunschweig tätig. Nach der endgültigen Schließung des Instituts 1933 durch die Nationalsozialisten kehrte er nach Bayern in seine Heimat zurück und hatte bis zu seinem Lebensende einen Lehrauftrag für Koreanistik an der Universität München.

## Leben
Eckardt war Sohn des Kunstmalers und -lehrers Johann Nikolaus Eckardt, und dessen Ehefrau Barbara Eckardt (geb. Bähr). 1905 trat Eckardt nach dem Studium der Philosophie, Religionswissenschaft, Kunstgeschichte, Völkerkunde an der Universität München, als Novize der Benediktinerabtei St. Ottilien bei. 1909 wurde er zum Priester geweiht.
Ende Dezember 1909 betrat Eckardt koreanischen Boden. Seine erste Wirkungsstätte war das neu errichtete kleine Kloster St. Benedikt in Seoul (ab 1913 Abtei). Bis 1920 stand für die Benediktiner-Patres aus Deutschland nicht die Missionstätigkeit, sondern die Realisierung monastischen Lebens in Korea im Vordergrund. Dem Kloster waren eine Handwerkerschule und ein Lehrerseminar angeschlossen, wo Eckardt mit der Heranbildung von Elementar- und Mittelschullehrern beauftragt war. Nachdem das Lehrerseminar auf Drängen der japanischen Behörden seine Pforten schließen musste, widmete sich Eckardt umso intensiver dem Studium der koreanischen Sprache und Kultur.
Ab 1920 stand die Missionstätigkeit als neue Aufgabe für die deutschen Benediktiner in Korea im Mittelpunkt. Ihr Missionsgebiet erstreckte sich vom Nordosten Koreas über weite Teile der Mandschurei. Zentrum war zunächst die an der Ostküste gelegene Hafenstadt Wŏnsan, Provinz Hamgyŏng-namdo, ab 1926 dann das in der Nähe neu errichtete Kloster Tŏgwŏn. Wie Eckardt in seinem Erlebnisbericht Wie ich Korea erlebte (1950) berichtet, legte er in dieser Zeit weite Strecken auf dem Pferd zurück. Ab 1923 kam eine Lehrtätigkeit an der Kyŏngsŏng-Universität in Seoul hinzu, der Vorgängerin der heutigen Seoul National University. Er lehrte u. a. Griechisch, Latein und Kunstgeschichte.
Um 1928/29 kehrte Eckardt wieder nach Deutschland zurück. 1930 promovierte er an der Universität Würzburg auf Anregung von Prof. Aloys Fischer mit der Arbeit Das Schulwesen in Korea. Etwa um diese Zeit erhielt Eckardt den priesterlichen Dispens, den er zusammen mit vier weiteren Patres aus Solidarität mit dem damaligen Erzabt Norbert Weber eingereicht hatte. 1931 wurde er als Ostasienreferent und stellvertretender Direktor des Internationalen Forschungsinstituts für Erziehungswissenschaften bei der TH Braunschweig, das allerdings bereits 1933 nach Machtergreifung der Nationalsozialisten geschlossen wurde.
Eckardt zog sich zunächst auf sein Anwesen in Starnberg zurück. Seine Tätigkeit am Braunschweiger Institut gab ihm den nachhaltigen Impuls zur Beschäftigung mit dem Problem einer Weltschrift, bzw. -sprache, denn ihn ließ »das Fehlen einer einheitlichen Schrift ganz besonders schmerzlich empfinden«. Er entwickelte eine Sinnschrift, die er Safo nannte.
Während des Zweiten Weltkriegs wurde Eckardt aufgrund seiner umfangreichen Kenntnisse ostasiatischer Sprachen zum Militärdienst eingezogen. Durch diese Tätigkeit erhielt die Idee von einer Weltschrift neue Nahrung. 1944 heiratete er Marianne (gen. Ria) Roth (1902–1990).
Nach dem Krieg engagierte sich Eckardt im Ausbau der Volkshochschulen. 1957 erhielt er einen Lehrauftrag für Koreanistik am Ostasiatischen Seminar der Universität München, den er noch bis kurz vor seinem Tod am 3. Januar 1974 ausübte. Sein Vorgänger war Li Mirok (1899–1950).

## Bedeutung
Eckardts Bedeutung für die Koreawissenschaften begründet sich auf den zahlreichen grundlegenden wissenschaftlichen Arbeiten zur Sprache, Kunst, Musik, Literatur, Philosophie Koreas. Sie erlangen durch die historischen Umstände in zweifacher Hinsicht besondere Bedeutung: Sie stellen einen Ausgangspunkt der wissenschaftlichen Beschäftigung nicht nur im Westen, sondern selbst in Korea dar, da sie auf wenige oder gar keine Vorarbeiten zurückgreifen konnten. Zum anderen veröffentlichte Eckardt Abhandlungen zur koreanischen Kultur vor allem im Westen zu einer Zeit, als Korea eine japanische Kolonie war. Für diese Verdienste erhielt er 1962 von dem koreanischen Präsidenten Yun Bo-seon den höchsten Kulturorden der Republik Korea. Auch in Nordkorea waren Eckardts Verdienste um Korea nicht vergessen.
Neben der zweibändigen Konversationsgrammatik der koreanischen Sprache (1923) stellt seine Geschichte der koreanischen Kunst (1929), eines seiner herausragendsten Werke dar, die zeitgleich auch in Englisch (A History of Korean Art), posthum 1995 in japanischer (Chōsen bijutsu-shi) und 2003 in einer aufwendigen koreanischen Übersetzung erschien (Ek’arŭt’ŭ ŭi Chosŏn misul-sa).
Eckardt war maßgeblich an den archäologischen Ausgrabungen der koreanischen Königsgräber aus der Goguryeo-Zeit (37 v. – 668 n. Chr.) beteiligt, die mittlerweile zum UNESCO-Weltkulturerbe gehören. Auf Eckardts Anregung geht ferner der Wiederaufbau der buddhistischen ‚Grotte‘ Seokguram zurück, die um 1900 in völlig zerstörten Zustand wiederentdeckt worden war.
Eckardt hinterließ auch ein umfangreiches musikalisches Werk, zu dem auch als op. 25 eine Korea-Sinfonie gehört (Dauer ca. 25 Minuten). Diese kam posthum am 10. September 1994 unter dem Dirigenten Yi Kŏnsu durch das Sinfonieorchester der Korea-Universität in Seoul zur Welturaufführung. Dieses musikalische Werk zeichnet sich dadurch aus, dass Eckardt hier musikalisches Material aus seiner Zeit in Korea verarbeitet, das nach den Wirren der japanischen Kolonialzeit und des Koreakriegs in Korea selbst in Vergessenheit geraten ist. Als gelungen empfunden wird auch die Übertragung und Wiedergabe koreanischer Musikelemente auf westlichen Instrumenten.

## Das musikalische Werk
(Quelle: )
- op. 1 (1925). 5 Lieder: Zuversicht, Uraufführung: Hotel Bayerischer Hof, München 1942.
- op. 2 (1956). Text zur Chor-Sinfonie Von der großen Weisheit (Lao-tse), Komponist Günter Raphael (op. 81, 1958), Uraufführung: Bayerischer Rundfunk, München 1960.
- op. 3 (1963). Passion Jesu Christi, a capella.
- op. 4 (1963). Anton Bruckner Hymnus für Orgel und Orchester, 30 Min.
- op. 5 (1964). Drei kirchliche Lieder.
- op. 6 (1964). Das Ohr des Dionys, Oper in 3 Akten.
- op. 7 (1965). Kreuzgedanken, vier kirchliche Lieder.
- op. 8 (1965 ?). Die Vision des Johannes, 1. Entwurf (3 Std.)
- op. 9 (1966). Der Sturmvogel, Bearbeitung für hohe Stimme, Text: Paula Schlier.
- op. 10 (1966). Orion-Sinfonie, 4 Sätze (25 Min.)
- op. 11 (1967). Orgelpräludium.
- op. 12 (1967). Vier Lieder für Tenor, Text: Hugo Grothe.
- op. 13 (1968). Arien zur Oper ‚Das Ohr des Dionys‘.
- op. 14 (1970). Ouvertüre zur Oper ‚Das Ohr des Dionys‘.
- op. 15 (1970). Bayern-Sinfonie für großes Orchester mit Schlußchor, Sinf. Nr. 2 (45 Min.).
- op. 16 (1970). Friede den Völkern für großes Orchester: Völkerfriede-Sinfonie, Sinf. Nr. 3.
- op. 17 (1971). Beethoven Edvard Lotzing (ein Lied), Bariton mit Klavierbegleitung.
- op. 18 (1971). St. Paulus in Athen, Oratorium für Orgel und großes Orchester, Bariton und Chor.
- op. 19 (1971). Apotheose Mariens, Text: Dante Alighieri Paradiso XXIII 88-139.
- op. 20 (1972). Sinfonie der Freundschaft, Sinf. Nr. 4 in 4 Sätzen.
- op. 21 (1974). Korea-Sinfonie, für großes Orchester mit Schlußchor gewidmet der Republik Korea, Sinf. Nr. 5, Uraufführung: Korea-Univ., Seoul 1994.

## Safo

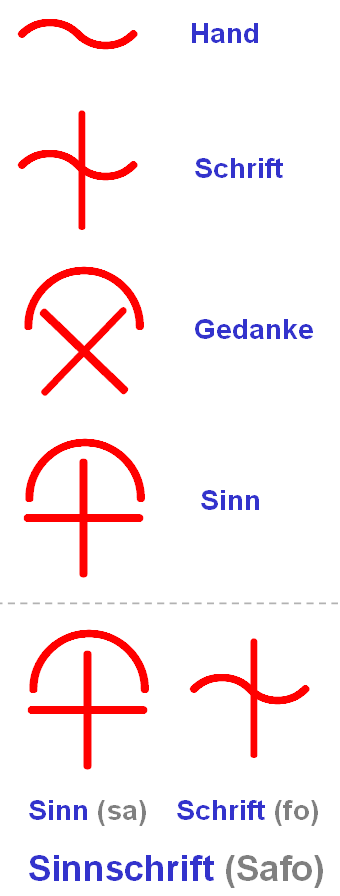
Beispiele für Eckardts Safo

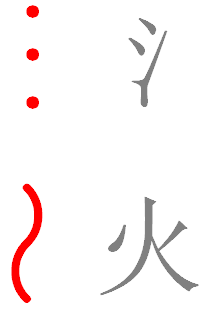
Ableitung der Safo-Zeichen für Wasser (oben) und Feuer (unten) aus der chinesischen Schrift (grau)

Ausgehend von den Schriftzeichen der chinesischen Hanzi entwickelte Eckardt eine Pasigrafie, die er Safo (sa = Sinn + fo = Schrift) nannte. Diese ist allerdings – im Gegensatz zu Bliss – in Vergessenheit geraten.

## Schriftenverzeichnis
(Monografien; bedeutende Aufsätze und Rezensionen sind in Koreanica (s. u.) verzeichnet)
- Koreanische Konversations-Grammatik mit Lesestücken und Gesprächen, Heidelberg: Groos 1923, 422 S.
- Koreanische Konversations-Grammatik mit Lesestücken und Gesprächen: Schlüssel, Übersetzungen, Heidelberg: Groos 1923, 206 S. / (Nachdruck beider Teile) Seoul: Tʼapchʼulpʼansa 1977 (Yŏktae Hanʼguk munbŏp taegye, 8).
- Geschichte der koreanischen Kunst, Leipzig: Hiersemann 1929, 225 S. (Englische Übersetzung: A History of Korean Art, übers. J.M. Kindersley, M.A. Oxon, London: Goldstone 1929, 225 S.) / Japanische Übersetzung (aus der englischen Ausgabe): Chōsen bijutsushi, übers. Han Yondae, Tōkyō: Akashi Shoten 1995, 406 S. / Koreanische Übersetzung (aus dem deutschen Original): Ekʼarŭtʼŭ ŭi Chosŏn misulsa: Ŭimi rŭl palkʼyŏ allin chʼoechʼo ŭi tʼongsa, übers. Kwŏn Yŏngpʼil, Pʼaju-si: Yŏlhwadang 2003, 390 S.
- Ursprung der koreanischen Schrift, Tokyo: Dt. Ges. f. Natur- u. Völkerkunde Ostasiens / Leipzig: Asia major 1928, 63 S. (Mitteilungen d. Dt. Ges. f. Natur- u. Völkerkunde Ostasiens, 22 C).
- Koreanische Musik, Tokyo: Dt. Ges. f. Natur- u. Völkerkunde Ostasiens / Leipzig: Asia major 1930, 63 S. (Mitteilungen d. Dt. Ges. f. Natur- u. Völkerkunde Ostasiens, 24 B).
- Schulwesen in Korea [Promotionsschrift], Würzburg 1930, 103 S.
- Frohbotschaft Jesu Christi: Evangelienharmonie, München: Ars sacra 1931, 446 S.
- Koreanische Märchen: Zwischen Halla- und Päktusan, St. Ottilien: Missionsverlag [1928?], 135 S.
- Wie ich Korea erlebte, Frankfurt/Main: Lutzeyer 1950, 125 S. (Koreanische Übersetzung:  Chosŏn, chigŭkhi arŭmdaun nara: Togirin Ok Nagani pon kŭndae Chosŏnin ŭi salm, übers. Yi Kisuk Pʼaju Sallim 2010, 174 S.)
- Das Buch von der großen Weisheit: Laotse, Frankfurt/Main: Lutzeyer 1950. 53 Bl.; 2. Aufl. 1956 53 Bl. (Besitz der Erde, 2).
- Die neue Sinnschrift Safo: Versuch einer europäischen Einheitszeichenschrift, Starnberg: Schraml 1951, 30 S.; 2. Aufl. unter dem Titel: Die neue Sinnschrift Safo als Einheitszeichenschrift der Völker, Starnberg: Selbstverlag 2. Aufl. 1952, 28 S.; 8. Aufl. 1969, 15 S. (Sinnschrift-Reihe, 1).
- Unter dem Odongbaum: Koreanische Sagen, Märchen und Fabeln, während eines zwanzigjährigen Aufenthalts in Korea gesammelt, Eisenach / Kassel: Röth 1952, 181 S.
- Aufbau der Sinnschrift Safo, [Koautor:] Karl Rossmann, Starnberg: Selbstverlag 1952, ? S.; 2. Aufl. 1953, 96, 8 S.
- The world writing system SAFO: Invented and elaborated by Andre Eckardt (= SAFO: A world writing system, 1. Introduction), Starnberg 1955, 23 S.
- Die Ginsengwurzel: Koreanische Sagen, Volkserzählungen und Märchen, während eines zwanzigjährigen Aufenthalts in Korea gesammelt, Eisenach / Kassel: Röth 1955, 164 S.
- Laotse: Unvergängliche Weisheit, München 1957, 46 S. (Glauben u. Wissen, 18).
- China: Geschichte und Kultur, Baden-Baden: Blömer 1959, 108 S. (Wissen ist Macht,  A 1) / 2. erg. Aufl. Freudenstadt: Eurobuch-Verl. 1968, 108 S.
- Koreanica: Festschrift Professor Dr. Andre Eckardt zum 75. Geburtstag, hrsg. August Riekel, Baden-Baden: Lutzeyer 1960, 182 S.
- Korea: Geschichte und Kultur, Baden-Baden: Blömer 1960, 100 S. / 2. erg. Aufl. Freudenstadt: Eurobuch-Verl. 1968, 100 S.
- Grammatik der koreanischen Sprache, Heidelberg: Groos 1965, 5. Aufl. 1984, 201 S.
- Philosophie der Schrift, Heidelberg: Groos 1965, 256 S.
- Kreuzgedanken, Starnberg: Schraml 1965, 28 Bl.
- Studien zur koreanischen Sprache, Heidelberg: Groos 1965, 226 S.
- Koreanisch und Indogermanisch: Untersuchungen über die Zugehörigkeit des Koreanischen zur indogermanischen Sprachfamilie, Heidelberg: Groos 1966, 240 S.
- Safo: Kleines Wörterbuch zur Sinnschrift Safo; deutsch–Umschrift–Safo, [Koautor:] Karl Rossmann, München: Typo-Druck 1968, 256 S. (Sinnschrift-Reihe, 5)
- Geschichte der koreanischen Literatur, Stuttgart: Kohlhammer 1968, 152 S.
- Musik, Lied, Tanz in Korea, Bonn: Bouvier 1968, 168 S. (Abhandlungen zur Kunst-, Musik- und Literaturwissenschaft, 51).
- Vietnam: Geschichte und Kultur, [Koautor:] Tiên-Hũ'u Nguyên, Freudenstadt / Darmstadt: Wiss. Buchges. 1968, 187 S.
- Wörterbuch der deutsch-koreanischen Sprache, Heidelberg: Groos 1969, 208 S.; 3. Aufl. 1987, 208 S.
- Wörterbuch der koreanisch-deutschen Sprache, Heidelberg: Groos 1971, 331 S.; 3. Aufl. 1986, 331 S.
- Korea, Nürnberg: Glock u. Lutz 1972, 343 S. (Kultur der Nationen, 29).
- Koreanische Keramik, Bonn: Bouvier 1970, 151 S. (Abhandlungen zur Kunst-, Musik- und Literaturwissenschaft, 93).

## Biografien
- Albrecht Huwe, André [Andre] Eckardt: Deutschlands erster Koreanist, in: Bilanz einer Freundschaft: Hundert Jahre deutsch-koreanische Beziehungen, Bonn 1984, 39–40.
- Albrecht Huwe, Andre Eckardt – eine biographische Skizze, in: Tongsŏ munhwaŭi mannam [= Begegnung der Kulturen in Ost und West, Festschrift für Hyokmyon Kwon zu seinem 60. Geburtstag], Seoul: Posŏng munhwasa 1987, 587–596.
- Albrecht Huwe, Andre Eckardt (1884–1974). Leben und Werk des Nestors der internationalen Koreawissenschaften, in: Hartmut Koschyk (hrsg.), Begegnungen mit Kim Dae-jung: Korea auf dem Weg zu Frieden, Versöhnung und Einheit, München: Olzog, 2002, 215–227.

## Dokumentationen
- KBSRadioWorld, Andre Eckardt – Der Urvater der deutschen Koreaforschung, 29. April 2021 (https://world.kbs.co.kr/service/archive_view.htm?lang=g&id=index&board_seq=649)
- KBS, „푸른 눈의 한국인, 100년의 러브레터“ (Ein Koreaner mit blauen Augen: Ein hundertjähriger Liebesbrief), Doku gesendet am: 11. März 2022 (https://www.youtube.com/watch?v=lINAEGy7ULM)